# کودک کار در آفریقا

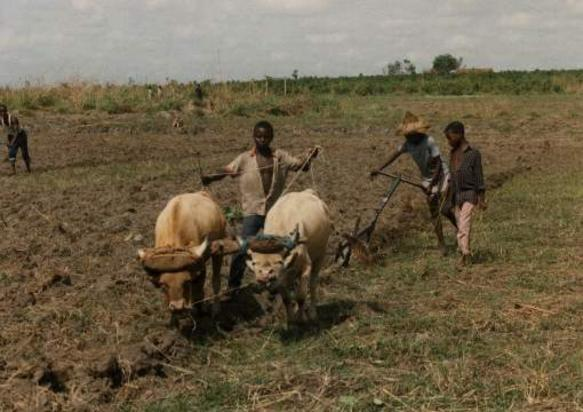
کشاورزی یک کار اصلی کار کودکان در آفریقا است. شخم زدن (بالا)، کود، استفاده از آفت‌کش‌ها از کارهای سخت و خطرناکی است که کودکان کار در آفریقا انجام می‌دهند

کودک کار در آفریقا (انگلیسی: Child labour in Africa) به خردسالان ساکن آفریقا که در سنین کودکی به کار گرفته می‌شوند گفته می‌شود، و آن‌ها را از گذراندن دوران کودکی به صورت طبیعی محروم می‌کند و به جسم و روان آن‌ها آسیب می‌رساند. در آفریقا حضور کودکان کار بیش از همه جا در دنیا رایج است. گزارش سازمان بین‌المللی کار (ILO) در سال ۲۰۱۶ می‌گوید از هر ۵ کودک آفریقایی یکنفر کودک کار است. این مشکل در بخش آفریقای سیاه (sub-saharan Africa) جدی‌تر است، در اینجا بیش از ۴۰٪ کودکان در سنین ۵ تا ۱۴ ساله، که بالغ بر ۴۰ میلیون نفر می‌شوند، برای تأمین معیشت و زنده ماندن کار می‌کنند.

## تاریخچه

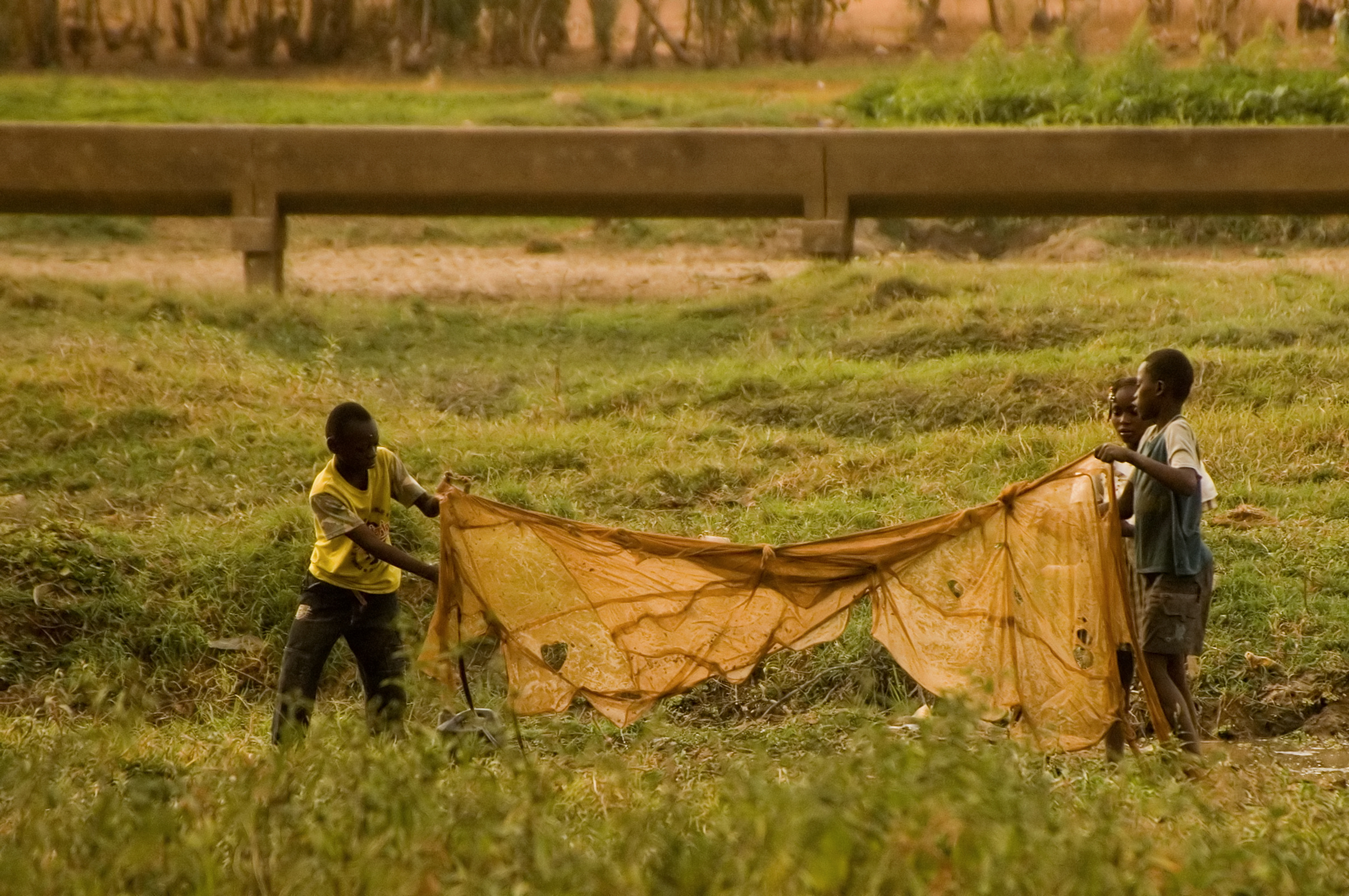
ماهیگیری یکی دیگر از کارهای عمده کودکان کار در آفریقا است

آفریقا یک تاریخچه طولانی در زمینه کودکان کار، دارد. در سالیان دراز کودکان در مزارع یا خانه نزد والدین خود کار می‌کرده‌اند. این فقط منحصر به آفریقا نیست، در سایر نقاط آمریکا و اروپا و جاهای دیگر بسیاری از کودکان در طول تاریخ تا قبل از سالهای ۱۹۵۰ در کارهای کشاورزی و خانگی کار می‌کردند. محققان می‌گویند که این کار مخصوصاً در مناطق روستایی یک رسم رایج آموزش برای کودکان بوده تا از کودکی نزد والدین خود شیوه‌های کار را آموزش ببینند، و در رشته کار والدین خود خبره شوند که تا وقتی بزرگ شدند همان شغل پدران خود را ادامه دهند؛ لذا گفته می‌شود جوانان از بزرگسالان یادمی‌گیرند.

## ورود استعمار به آفریقا

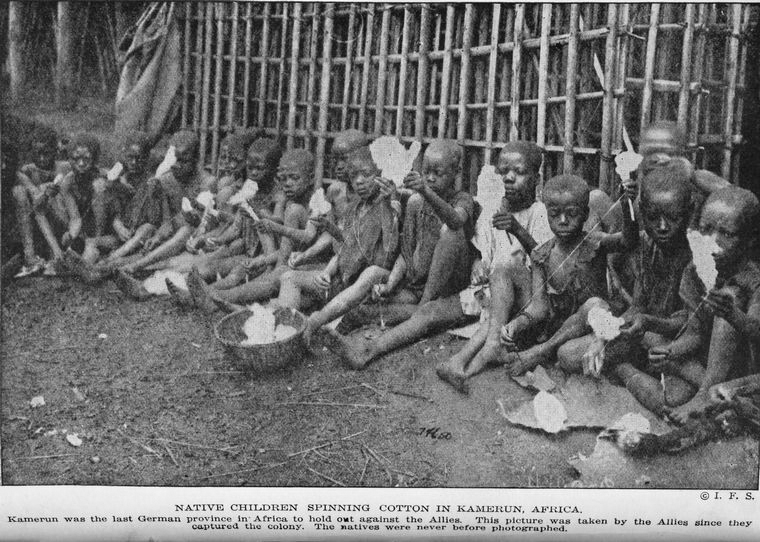
آفریقا سابقه طولانی کار کودکان را دارد. ۱۹۱۹

با باز شدن پای استعمارگران نظیر دولتهای انگلستان، فرانسه، بلژیک، آلمان و هلند، از سالهای ۱۶۵۰ تا ۱۹۵۰ به آفریقا، این استعمارگران برای بهره‌کشی از ساکنین مستعمرات همان شیوه سنتی و قبیله‌ای و کار کردن کودکان با خانواده را تداوم دادند و بزرگسالان را جدا نکردند؛ و بدین‌ترتیب میلیون‌ها کودک در سنین بین ۵ تا ۱۴ سال در مستعمرات آفریقایی در مزارع، معادن، خدمات خانگی و صنایع مورد بهره‌کشی قرار می‌گرفتند. در این مستعمرات کودکان ۵ تا ۱۴ ساله را به عنوان کارآموز بدون پرداخت مزدی برای آموزش حرفه‌ای کرایه می‌کردند. برای مثال قوانین مستعمراتی بریتانیا پیشنهاد می‌کند که در ازای مالکیت بومیان به برخی از سرزمین‌های مادریشان، زنان و کودکانشان در مواقع نیاز به عنوان کارگر در جاهایی مانند مزرعه و به عنوان پیکانینز (کودکان کار آفریقایی) بکار گرفته شوند. با قوانین مالیاتی جدید کار کودکان تشویق می‌شدند. دولتهای استعمارگر انگلیس و فرانسه قوانین مالیاتی جدیدی برای تأمین هزینه‌های مستعمراتی وضع کردند که یکی از این قوانین مالیات سرانه نام داشت که هر فرد آفریقایی بالاتر از ۸ سال باید مالیات بدهد. مردم بومی علیه چنین مالیاتی شورش کردند، و کودکان خود را مخفی می‌کردند، اما در بیشتر نقاط مردم مجبور بودند کودکان خود را به کار وادارند و مالیات را هم بپردازند، تا بتوانند هزینه معیشت خود را فراهم کنند.

## مدرسه و آموزش

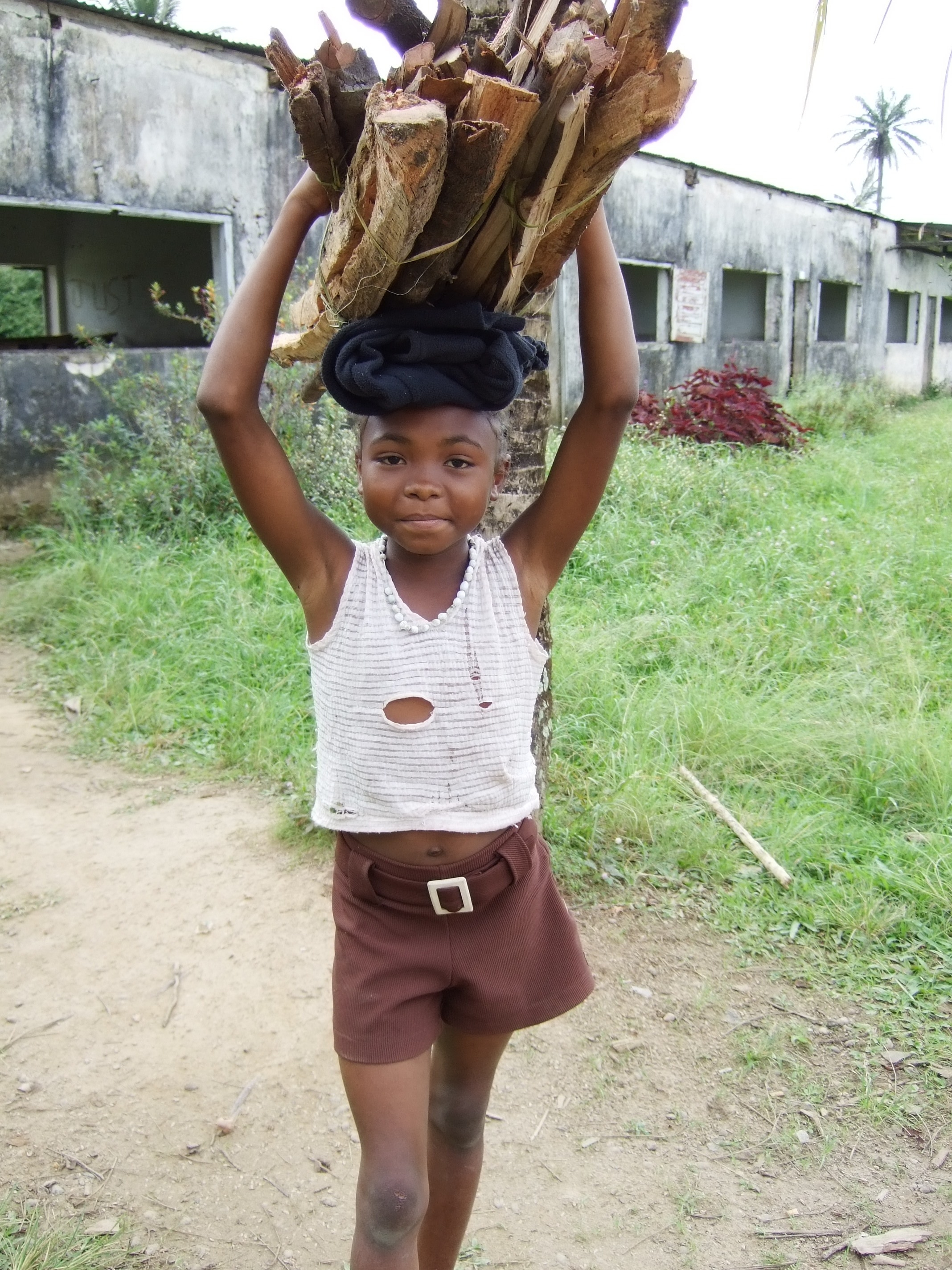

آفریقا قاره‌ای است با فرهنگهای بسیار گوناگون. در برخی مناطق کشاورزان وابسته به سیستم پدرسالاری و قبیله‌ای هستند. در آفریقا قبلاً مدرسه‌ای وجود نداشته و همین کار کردن کودکان نزد خانواده جایگزین مدرسه بوده‌است. در آفریقا مانند سایر نقاط، کار کودک نقش آموزشی و الهام دهنده مسئولیت به او را دارد، مخصوصاً در روستاها که جائی برای انتقال تجربیات و آموزش در امر کشاورزی وجود ندارد. مثلاً در پاره (Pare) روستایی در شمال تانزانیا کودکان برای کمک به والدین خود در ۵ سالگی بر محصولات کشاورزی نظارت می‌کنند و در ۹ سالگی علوفه برای حیوانات می‌برند و با افزایش سن مسئولیتهای آن‌ها افزایش می‌یابد. با آمدن میسیونهای مذهبی، مدارس میسیونهای مسیحی در آفریقا گسترش یافتند، از زامبیا تا نیجریه، اینها به کار کودکان نیاز داشتند و در مقابل به کودکان اموزشهای مذهبی و نه کلاسیک می‌دادند. در اواخر دوران مستعمراتی، دولتهای استعمارگر سعی کردند تا مدارس و آموزش برای کودکان در برخی نقاط آفریقا راه بیندازند. این کوششها معمولاً موفقیت‌آمیز نبودند. چون کودکان کمتر برای ثبت نام به مدارس مراجعه می‌کردند و اگر هم ثبت نام می‌کردند سر کلاس بطور مرتب حاضر نمی‌شدند. غیبت مدام دانش‌آموزان آن‌ها را از کلاس به سمت ماهیگیری (برای دریافت دستمزد) سوق می‌داد. جک لرد (Jack Lord) در خاطرات خود از تاریخ استعمار آفریقا در زمینه آموزشی می‌گوید، تجربیات اخیر می‌گوید که کودکان و والدین به‌دلایل پیچیده و وابسته بهم از قبیل عامل اقتصادی (هزینه معیشت)، وضعیت خانواده و عامل فرهنگی موجب می‌شد که خانواده‌ها مایل نباشند که کودکان خود را به مدرسه بفرستند و ترجیح می‌دادند که فرزندانشان را جهت آموزش نزد خودشان نگهدارند و بکار بگیرند تا پیشرفت اجتماعی و سرمایه انسانی خود را بدین‌ترتیب تأمین کنند.

## علتها و دلایل

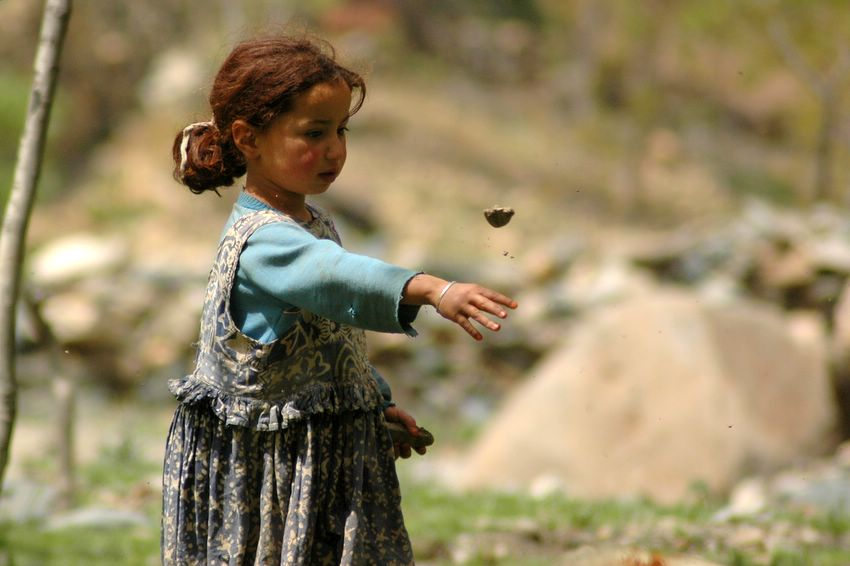

سازمان بین‌المللی کار ILO اذعان می‌کند که فقر عامل اولیه کار کودکان و گسیل آن‌ها بسوی کارگاه‌ها از جمله در آفریقا است. یکی دیگر از عوامل فرستاده شدن کودکان به سمت کارهای خطرناک و مضر وجود نداشتن مدرسه و آموزش و پائین بودن کیفیت مدارس است. سازمان بین‌المللی کار (ILO) گزارش می‌دهد که در آفریقا کشت و زراعت بیشترین استخدام‌کننده کودکان کار می‌باشد.

## اقدامات و موضعگیریها
اکثر کشورها آفریقایی غیر از سودان و سومالی بطور رسمی کنوانسیونهای سازمان بین‌المللی کار (ILO) را در مورد کودکان کار را پذیرفته‌اند؛ و به‌علاوه بسیاری از آن‌ها با سازمان بین‌المللی کار ILO یادداشتی را امضا کرده‌اند تا در برنامه حذف کودکان از پهنه کار (IPEC) اقدام کنند. در این زمینه سازمان بین‌المللی کار ILO در سال ۲۰۰۶ تعدادی طرح را در برخی از کشورهای آفریقایی غربی پیاده کرد که هدفش بیرون کشیدن کودکان از کار می‌باشد.